# Liste de revues de sciences religieuses
Cette liste répertorie les revues scientifiques à comité de lecture de sciences religieuses et de théologie (chrétienne ou non).
Les revues de culture religieuse ou de spiritualité ne sont pas a priori à indexer dans cette liste.

## Conventions
En raison de la pluridisciplinarité inhérente aux sciences religieuses (qui sont des sous-disciplines de différentes sciences humaines), leur discipline principale est définie selon cette liste :
- Pluridisciplinaire
- Dogmatique et Systématique
- Droit canonique (et droits ecclésiaux)
- Éthique
- Histoire des religions (y compris les recherches qumraniennes)
- Histoire du christianisme
- Philosophie de la religion
- Sciences bibliques (y compris les apocryphes)
- Sociologie des religions
- Théologie pratique (ou Théologie pastorale)

Les abréviations sont tirées de Siegfried Schwertner, Internationales Abkürzungsverzeichnis für Theologie und Grenzgebiete (Berlin – New York, Walter de Gruyter, 1992), qui normalise les abréviations de la théologie et des disciplines voisines. Si une autre abréviation est utilisée couramment, nous la donnons entre parenthèses. Si une revue n’est pas dans le IATG, l’abréviation coutumière est donnée entre crochets.

## Liste
- Haut – A
- B
- C
- D
- E
- F
- G
- H
- I
- J
- K
- L
- M
- N
- O
- P
- Q
- R
- S
- T
- U
- V
- W
- X
- Y
- Z

| Titre                                                                            | Abréviation   | ISSN                | Discipline                 | Année de fondation | Parution(s) par an |
| -------------------------------------------------------------------------------- | ------------- | ------------------- | -------------------------- | ------------------ | ------------------ |
| A                                                                                | A             | A                   | A                          | A                  | A                  |
| Académos - Revue de Théologie et de Philosophie                                  | ACVS          |                     | Pluridisciplinaire         | 2017               | 1                  |
| Adamantius(en)                                                                   |               | 1126-6244           | Histoire du christianisme  | 1995               | 1                  |
| Annali di Scienze Religioze                                                      |               |                     | Pluridisciplinaire         | 2009               | 1                  |
| Annuaire de l'École pratique des hautes études, section des sciences religieuses | AEPHE.R (ASR) | 1969-6329           | Pluridisciplinaire         | 1892               | 1                  |
| Apocrypha                                                                        | [APOCRA]      | 1155-3316           | Sciences bibliques         | 1990               | 1                  |
| Archiv für Reformationsgeschichte(en)                                            | ARG           | 0003-9381           | Histoire du christianisme  | 1956               | 1                  |
| Archives de sciences sociales des religions                                      | ASSR          | 1777-5825           | Sociologie des religions   | 1956               | 4                  |
| Archivum Historicum Societatis Iesu                                              | AHSI          | 0037-8887           | Histoire du christianisme  | 1932               | 2                  |
| Asdiwal. Revue d'anthropologie et d'histoire des religions                       |               | 1662-4653           | Histoire des religions     | 2006               | 1                  |
| Augustinianum(en)                                                                |               | 0004-8011           | Histoire du christianisme  | 1961               | 2                  |
| Autres temps                                                                     |               |                     | Pluridisciplinaire         | 1984               | 4                  |
| B                                                                                | B             | B                   | B                          | B                  | B                  |
| Biblical Archaeology Review                                                      |               | 0098-9444           | Archéologie                | 1975               | 24                 |
| Bulletin de la Société d'histoire du protestantisme français                     | BSHPF         |                     | Histoire du christianisme  | 1903               | 4                  |
| Bulletin de littérature ecclésiastique                                           |               |                     | Pluridisciplinaire         | 1899               | 4                  |
| C                                                                                | C             | C                   | C                          | C                  | C                  |
| Cahiers d'Extrême-Asie                                                           |               | 0766-1177           | Histoire des religions     | 1985               | 1                  |
| Communio                                                                         | Com(X)        | 0338-781X           | Pluridisciplinaire         | Années 1970        | -                  |
| Concilium                                                                        | Con(X)        | 1140-7654           | Pluridisciplinaire         | 1965               | 5                  |
| Contacts : revue orthodoxe de théologie et de spiritualité                       |               | 0045-8325           | Pluridisciplinaire         | 1949               | 4                  |
| Courrier du Groupe d'études et de recherches islamologiques                      |               |                     | Histoire des religions     | 1997               | Irrégulier         |
| D                                                                                | D             | D                   | D                          | D                  | D                  |
| E                                                                                | E             | E                   | E                          | E                  | E                  |
| Études théologiques et religieuses                                               | ETR (ÉTR)     |                     | Pluridisciplinaire         | 1926               | 4                  |
| Evangelische Theologie                                                           |               | 2198-0470           | Pluridisciplinaire         | 1934               | 6                  |
| F                                                                                | F             | F                   | F                          | F                  | F                  |
| G                                                                                | G             | G                   | G                          | G                  | G                  |
| Gregorianum                                                                      |               | 0017-4114           | Pluridisciplinaire         | 1920               | 4                  |
| H                                                                                | H             | H                   | H                          | H                  | H                  |
| Harvard Theological Review(en)                                                   | HTR           | 0017-8160           | Pluridisciplinaire         | 1908               | 4                  |
| Hebrew Union College Annual                                                      |               | 0360-9049           | Histoire des religions     | 1924               | 1                  |
| Henoch(en)                                                                       |               | 0393-6805           | Histoire des religions     | 1973               | 2                  |
| I                                                                                | I             | I                   | I                          | I                  | I                  |
| Indian Theological Studies                                                       | ITS           | 0253-620X           | Pluridisciplinaire         | 1962               | 4                  |
| J                                                                                | J             | J                   | J                          | J                  | J                  |
| Jewish Quarterly Review                                                          | JQR           |                     | Histoire des religions     | 1888               | 4                  |
| Journal for the Study of Judaism                                                 | JSJ           | 1384-2161           | Histoire des religions     | 1970               | 5                  |
| K                                                                                | K             | K                   | K                          | K                  | K                  |
| L                                                                                | L             | L                   | L                          | L                  | L                  |
| La Scuola Cattolica                                                              | ScC (ou SC)   | 1827-529X           | Pluridisciplinaire         | 1873               | 4                  |
| Laval théologique et philosophique                                               | LTP           | 1703-8804           | Pluridisciplinaire         | 1945               | 3                  |
| Le Monde de la Bible                                                             |               | 0154-9049           | Histoire des religions     | 1977               | 4                  |
| M                                                                                | M             | M                   | M                          | M                  | M                  |
| N                                                                                | N             | N                   | N                          | N                  | N                  |
| New Testament Studies                                                            |               | 0028-6885           | Sciences bibliques         | 1955               | 4                  |
| Nouvelle Revue théologique                                                       | NRT           | 0029-4845           | Pluridisciplinaire         | 1869               | 4                  |
| O                                                                                | O             | O                   | O                          | O                  | O                  |
| P                                                                                | P             | P                   | P                          | P                  | P                  |
| Pastoral-theologie                                                               |               |                     | Théologie pratique         |                    | 12                 |
| Positions luthériennes                                                           |               |                     | Pluridisciplinaire         |                    | 4                  |
| Q                                                                                | Q             | Q                   | Q                          | Q                  | Q                  |
| R                                                                                | R             | R                   | R                          | R                  | R                  |
| Recherches de science religieuse                                                 | RSR           | 0034-1258 2104-3884 | Pluridisciplinaire         | 1910               | 4                  |
| Recherches de théologie et philosophie médiévales                                |               | 0034-1266           | Histoire du christianisme  | 1929               | 2                  |
| Revue d'études augustiniennes et patristiques                                    | REAug         |                     | Histoire du christianisme  | 1955               | 2                  |
| Revue d'histoire de l'Église de France                                           |               | 0300-9505           | Histoire du christianisme  | 1910               | 2                  |
| Revue d'histoire ecclésiastique                                                  | RHE           |                     | Histoire du christianisme  | 1900               | 4                  |
| Revue d'histoire et de philosophie religieuses                                   | RHPhR (RHPR)  | 0035-2403           | Pluridisciplinaire         | 1920               | 4                  |
| Revue de droit canonique                                                         | RDC           | 0556-7378           | Droit canonique            | 1951               | 2                  |
| Revue de l'histoire des religions                                                | RHR           | 0035-1423           | Histoire des religions     | 1880               | 4                  |
| Revue de théologie et de philosophie                                             |               | 0035-1784           | Pluridisciplinaire         | 1868               | 4                  |
| Revue des sciences religieuses                                                   |               | 0035-2217           | Pluridisciplinaire         | 1921               | 4                  |
| Revue des études juives                                                          | REJ           | 0484-8616           | Histoire des religions     | 1880               | 4                  |
| Revue des sciences philosophiques et théologiques                                | RSPT          | 0035-2209           | Pluridisciplinaire         | 1907               | 4                  |
| Revue théologique de Louvain                                                     |               | 0080-2654           | Pluridisciplinaire         | 1970               | 4                  |
| Revue thomiste                                                                   |               | 0035-4295           | Dogmatique et Systématique | 1893               | 4                  |
| S                                                                                | S             | S                   | S                          | S                  | S                  |
| Scriptura                                                                        |               | 0849-1445           | Pluridisciplinaire         | 1989               | 1-4                |
| T                                                                                | T             | T                   | T                          | T                  | T                  |
| The Ecumenical Review                                                            |               | 0013-0796           | Dogmatique et Systématique | 1948               | 4                  |
| The Heythrop Journal                                                             |               | 0018-1196           | Pluridisciplinaire         |                    | 6                  |
| The Mennonite Quaterly Review                                                    |               |                     | Histoire du christianisme  | 1924               | 4                  |
| The Muslim World                                                                 |               |                     | Histoire des religions     | 1911               | 4                  |
| Theoforum                                                                        |               | 2295-5186           | Pluridisciplinaire         | 1969               | 3                  |
| Theologie und Philosophie                                                        |               | 0040-5655           | Pluridisciplinaire         | 1926               | 4                  |
| Théologiques                                                                     |               |                     | Pluridisciplinaire         | 1993               | 2                  |
| Theologische Zeitschrift                                                         | ThZ           |                     | Pluridisciplinaire         | 1945               | 2                  |
| ThèoRèmes                                                                        |               |                     | Pluridisciplinaire         | 2011               | Irrégulier         |
| U                                                                                | U             | U                   | U                          | U                  | U                  |
| V                                                                                | V             | V                   | V                          | V                  | V                  |
| Vetus Testamentum(en)                                                            |               | 0042-4935           | Sciences bibliques         | 1951               | 4                  |
| Vidyajyoti Journal of Theological Reflection                                     | VJTR          | 0970-1079           | Pluridisciplinaire         | 1929               | 10                 |
| W                                                                                | W             | W                   | W                          | W                  | W                  |
| X                                                                                | X             | X                   | X                          | X                  | X                  |
| Y                                                                                | Y             | Y                   | Y                          | Y                  | Y                  |
| Z                                                                                | Z             | Z                   | Z                          | Z                  | Z                  |
| Zeitschrift für katholische Theologie                                            |               | 0044-2895           | Théologie, philosophie     | 1877               | 4                  |
| Zeitschrift für Kirchengeschichte(de)                                            |               | 0044-2925           | Histoire du christianisme  | 1877               | 3                  |
| Zwingliana                                                                       |               | 0254-4407           | Histoire du christianisme  | 1897               | 1                  |